# Henry Proctor (Ruderer)
Henry Arthur Proctor (* 19. Oktober 1929 in Baxter Springs, Kansas; † 13. April 2005 in Camas, Washington) war ein amerikanischer Ruderer.
Henry Proctor war Kadett an der United States Naval Academy in Annapolis und Mitglied des Achters der Akademie. Dieser Achter wurde für die Olympischen Spiele 1952 nominiert. In Helsinki gelangte der US-Achter ungeschlagen ins Finale, dort siegte er mit über fünf Sekunden Vorsprung vor dem sowjetischen und dem australischen Boot. Es war seit 1920 der siebte Olympiasieg in Folge für die amerikanischen Achter.
1954 graduierte Henry Proctor in Annapolis und wurde Offizier der United States Air Force. 1971 verließ er die Air Force als Colonel.
Er ist auf dem Tahoma National Cemetery, Kent, King County, Washington, USA begraben.